# Grammitis hirtiformis
Grammitis hirtiformis là một loài dương xỉ trong họ Polypodiaceae. Loài này được Rosenst. Copel. mô tả khoa học đầu tiên năm 1952.